# 桃园镇 (宿州市)
桃园镇，是中华人民共和国安徽省宿州市埇桥区下辖的一个乡镇级行政单位。

## 行政区划
桃园镇下辖以下地区：
桃园村、东坪集村、浍光村、西杨寨村、桃西村、桃东村、光明村、吕寺村和桃园煤矿社区。